# ZIZ TV
Pour les articles homonymes, voir Ziz (homonymie).
ZIZ TV est la chaîne de télévision généraliste publique christophienne.

## Histoire de la chaîne
ZIZ TV commence officiellement à émettre le 3 décembre 1972, devenant le second média de la ZIZ Broadcasting Corporation après la radio. 
ZIZ TV se définit comme la station communautaire en phase avec les aspirations du peuple. 
Elle est membre du réseau Caribbean Media Corporation et des CBMP-Caraïbes, partenariat de diffuseurs réunissant les nouvelles d'événements majeurs des Caraïbes ainsi que les questions et les programmes autour de la région. 

## Identité visuelle

### Logo

Logo de ZIZ TV

### Slogan
- Focusing on our community (concentré sur notre communauté)

## Organisation

### Dirigeants
Président :
- Eustace John

### Capital
ZIZ TV est éditée par ZIZ Broadcasting Corporation, société détenue par l'état christophien.

### Mission
ZIZ TV s'est donné la mission de garder ses téléspectateurs informés, éduqués et divertis.

## Programmes
La programmation de la chaîne est à 90 % locale. ZIZ TV assure la couverture des événements majeurs de la Fédération, comme le carnaval, les activités touristiques du mois, la fête de l'indépendance, le festival de musique, les nouvelles de la journée, les fêtes de village, ainsi que Culturama sur Niévès. 
Le journal télévisé est diffusé en direct chaque soir à 19h00. Les émissions sont également diffusées en direct les lundi, mardi et mercredi soir de chaque semaine.

## Diffusion
ZIZ TV diffuse ses programmes 24 heures par jour sur le canal 5 du réseau câblé christophien, The Cable, et sur le canal 2 de Caribbean Cable Communications à Niévès.